# Конюшенная Новая слобода
Конюшенная Новая слобода — одна из московских слобод. Существовала в XVII—XVIII вв..
Новая Конюшенная слобода была создана благодаря переводу слободы дворцовых конюхов от Пречистенки за стены Земляного города близ большого поля, впоследствии получившего название Девичьего. Сделано это было после одного из московских пожаров.
На перенос слободы конюхов также повлияло то, что к середине XVII века конюшенное ведомство в российской столице достигло огромных размеров. По свидетельству Григория Котошихина, к этому времени число царских, рабочих и стрелецких лошадей достигло 44 тысяч. Общее число конюхов в Москве достигло 300 человек. Для их содержания существовал ряд особых пошлин — за продажу лошадей, их клеймение, сбор с московских бань и т.д. Всем этим ведал Конюшенный приказ.
Центром новой слободы была приходская церковь Неопалимой Купины. Храм был освящён в 1683 году. Тогда слобода насчитывала 78 дворов. Спустя некоторое время церковь была перестроена в камне. В XVIII веке слобода стала часть Москвы. Память о ней сохранилась в названии Новоконюшенного переулка.